# Eastward
Eastward es un juego de aventura y acción RPG indie pixelart desarrollado por Pixpil y publicado por Chucklefish. Fue lanzado el 16 de septiembre de 2021 para Nintendo Switch y Microsoft Windows, MacOS.

## Jugabilidad
La jugabilidad se centra en acción RPG, resolución de puzles y exploración. Los jugadores controlan a Sam y a John, cada uno con su set de habilidades enfocadas más al combate o al apoyo, y pudiendo controlarlos juntos o separados para la resolución de algunos puzles.
El juego está dividido en capítulos, en cada uno tendrás que alcanzar ciertos objetivos para hacer avanzar la historia. Durante la partida puedes mejorar tus armas y atributos.
También dentro del propio juego hay un segundo juego llamado “Earth Born”, un RPG al estilo tradicional con algunos toques de roguelike, que está inspirado en la serie Dragon Quest. Durante el juego principal se adquieren fichas para desbloquear "pixballs" para "Earth Born" mediante un método gachapon en máquinas de bolas, que desbloquean nuevos ítems dentro de este.

## Ambientación
El juego toma lugar en un futuro cercano donde parece que la humanidad ha estado a punto de extinguirse por una plaga llamada el “Miasma”. Los supervivientes humanos se refugiaron bajo tierra creando pequeñas sociedades con la esperanza de restablecer la civilización, con el tiempo algunos volvieron a la superficie que ahora estaba invadida por la naturaleza y extrañas criaturas que evolucionaron para este nuevo ambiente.

## Historia
El jugador se pone en la piel del excavador John, que debe guiar a una chica misteriosa llamada Sam a través de peligrosas ciudades en decadencia llenas de bestias extrañas y gente aún más extraña mientras el mundo sucumbe al Miasma.
La historia se divide en un total de 8 capítulos y tiene una duración aproximada de 30 horas de juego.

## Desarrollo y lanzamiento
Todo comenzó cuando uno de los cofundadores y artista, Hong, dibujó un bloque de apartamentos que se asemejaban a la Ciudad amurallada de Kowloon. A los otros miembros del equipo les gustó la idea y empezaron a desarrollar conceptos acerca de esta, como un juego de puzles para móvil, pero finalmente se decantaron por hacer un juego de rol.
El equipo empezó siendo los 3 fundadores, pero a lo largo de todo el desarrollo este número aumento a los 12. El motor que usaron, Gii, lo crearon ellos a partir de otro de código abierto llamado MOAI, usaron otros programas como Photoshop para el diseño y Aseprite para hacer las animaciones. Para la banda sonora contrataron a Joel Corelitz. Tuvieron que buscar fuera de China porque se les hacía difícil encontrar artistas locales que encajaran con el estilo que querían conseguir.
El juego fue publicado por Chucklefish el 16 de septiembre del 2021 para las plataformas Switch, Windows y MacOS, y el 1 de diciembre del 2022 para Xbox One y series X,S.